# Jeanne Moreau
Jeanne Moreau (phát âm tiếng Pháp: [ʒan mɔˈʁo]; 23 tháng 1 năm 1928 - 31 tháng 7 năm 2017) là một diễn viên, đạo diễn tài danh người Pháp. Trong gần 70 năm hoạt động nghệ thuật, bà tạo lập một sự nghiệp lừng lẫy, trở thành một huyền thoại của điện ảnh Pháp.

## Danh mục phim chọn lọc

### Diễn viên
| Năm  | Tên phim                                            | Vai diễn                                    | Tên đạo diễn phim                      |
| ---- | --------------------------------------------------- | ------------------------------------------- | -------------------------------------- |
| 1953 | Dortoir des grandes                                 | Julie                                       | Henri Decoin                           |
| 1953 | Julietta                                            | Rosie Facibey                               | Marc Allégret                          |
| 1954 | Touchez pas au grisbi                               | Josy                                        | Jacques Becker                         |
| 1954 | Les Intrigantes                                     | Mona Rémi                                   | Henri Decoin                           |
| 1954 | La Reine Margot                                     | Margaret of Valois                          | Jean Dréville                          |
| 1958 | Ascenseur pour l'échafaud                           | Florence Carala                             | Louis Malle                            |
| 1958 | The Lovers (Les amants)                             | Jeanne Tournier                             | Louis Malle                            |
| 1959 | Les liaisons dangereuses                            | Juliette de Merteuil                        | Roger Vadim                            |
| 1959 | The Four Hundred Blows                              | (cameo appearance)                          | François Truffaut                      |
| 1960 | Le Dialogue des Carmélites                          | Mère Marie de l'Incarnation                 | Philippe Agostini                      |
| 1960 | Moderato Cantabile                                  | Anne Desbarèdes                             | Peter Brook                            |
| 1961 | A Woman Is a Woman                                  | (uncredited cameo, discussing Jules et Jim) | Jean-Luc Godard                        |
| 1961 | La Notte                                            | Lidia                                       | Michelangelo Antonioni                 |
| 1962 | The Trial                                           | Miss Burstner                               | Orson Welles                           |
| 1962 | Jules et Jim                                        | Catherine                                   | François Truffaut                      |
| 1962 | Eva                                                 | Eva Olivier                                 | Joseph Losey                           |
| 1963 | The Victors                                         | the French lady                             | Carl Foreman                           |
| 1963 | The Fire Within (Le feu follet)                     | Eva                                         | Louis Malle                            |
| 1963 | Bay of Angels                                       | Jacqueline "Jackie" Demaistre               | Jacques Demy                           |
| 1964 | Diary of a Chambermaid                              | Céléstine                                   | Luis Buñuel                            |
| 1964 | The Train                                           | Christine                                   | John Frankenheimer                     |
| 1964 | The Yellow Rolls-Royce                              | Eloise, Marchioness of Frinton              | Anthony Asquith                        |
| 1964 | Mata-Hari                                           | Mata Hari                                   | Jean-Louis Richard                     |
| 1965 | Viva Maria!                                         | Maria I                                     | Louis Malle                            |
| 1965 | Chimes at Midnight                                  | Doll Tearsheet                              | Orson Welles                           |
| 1966 | Mademoiselle                                        | "Mademoiselle"                              | Tony Richardson                        |
| 1967 | The Oldest Profession (episode "Mademoiselle Mimi") | Mimi Guillotine                             | Philippe de Broca                      |
| 1967 | The Sailor from Gibraltar                           | Anna                                        | Tony Richardson                        |
| 1968 | The Immortal Story                                  | Virginie Ducrot                             | Orson Welles                           |
| 1968 | The Bride Wore Black                                | Julie Kohler                                | François Truffaut                      |
| 1970 | The Little Theatre of Jean Renoir                   | the singer                                  | Jean Renoir                            |
| 1970 | Monte Walsh                                         | Martine Bernard                             | William A. Fraker                      |
| 1972 | Chère Louise                                        | Louise                                      | Philippe de Broca                      |
| 1972 | Nathalie Granger                                    | "the other woman"                           | Marguerite Duras                       |
| 1974 | Les Valseuses                                       | Jeanne Pirolle                              | Bertrand Blier                         |
| 1975 | Joanna Francesa                                     | Joanna                                      | Cacá Diegues                           |
| 1976 | The Last Tycoon                                     | Didi                                        | Elia Kazan                             |
| 1976 | Monsieur Klein                                      | Florence                                    | Joseph Losey                           |
| 1982 | Querelle                                            | Lysiane                                     | Rainer Werner Fassbinder               |
| 1982 | La Truite                                           | Lou                                         | Joseph Losey                           |
| 1986 | Le Tiroir secret (TV miniseries)                    | Vivi                                        | (different directors)                  |
| 1987 | The Miracle                                         | Sabine                                      | Jean-Pierre Mocky                      |
| 1990 | Nikita                                              | Amande                                      | Luc Besson                             |
| 1990 | Alberto Express                                     | the Baroness                                | Arthur Joffé                           |
| 1991 | Anna Karamazoff                                     | the Lady                                    | Rustam Khamdamov                       |
| 1991 | To meteoro vima tou pelargou                        | the Lady                                    | Theo Angelopoulos                      |
| 1991 | The Old Lady Who Walked in the Sea                  | Lady M                                      | Laurent Heynemann                      |
| 1991 | Until the End of the World                          | Edith Farber                                | Wim Wenders                            |
| 1993 | A Foreign Field                                     | Angelique                                   | Charles Sturridge                      |
| 1993 | Catherine the Great                                 | Empress Elizabeth Petrovna                  | Marvin J. Chomsky                      |
| 1995 | Beyond the Clouds                                   | a Lady                                      | Michelangelo Antonioni and Wim Wenders |
| 1996 | The Proprietor                                      | Adrienne Mark                               | Ismail Merchant                        |
| 1996 | I Love You, I Love You Not                          | Nana                                        | Billy Hopkins                          |
| 1998 | Ever After                                          | Marie Thérèse of France                     | Andy Tennant                           |
| 2001 | Cet amour-là                                        | Marguerite Duras                            | Josée Dayan                            |
| 2003 | Love Actually                                       | cameo lady at Marseilles Airport            | Richard Curtis                         |
| 2005 | Time to Leave                                       | Laura                                       | François Ozon                          |
| 2005 | The Accursed Kings (TV miniseries)                  | Mahaut, Countess of Artois                  | Josée Dayan                            |
| 2006 | Roméo et Juliette                                   | Laurence                                    | Yves Desgagnés                         |
| 2007 | Désengagement                                       | Françoise                                   | Amos Gitai                             |
| 2009 | Face                                                | Jeanne                                      | Ming-liang Tsai                        |
| 2012 | Gebo et l'Ombre                                     | Candidinha                                  | Manoel de Oliviera                     |
| 2012 | Une estonienne à Paris                              | Frida                                       | Ilmar Raag                             |

### Đạo diễn
- Lumière (1976)
- L'Adolescente (1979)
- Lillian Gish (1983, Phim tài liệu truyền hình)

## Giải thưởng

### Giải César
| Năm  | Giải         | Hạng mục     | Tên phim                           | Kết quả   |
| ---- | ------------ | ------------ | ---------------------------------- | --------- |
| 1992 | César Awards | Best Actress | The Old Lady Who Walked in the Sea | Đoạt giải |

| Năm  | Giải         | Hạng mục     | Tên phim     | Kết quả |
| ---- | ------------ | ------------ | ------------ | ------- |
| 1987 | César Awards | Best Actress | Le Paltoquet | Đề cử   |
| 1988 | César Awards | Best Actress | Le Miraculé  | Đề cử   |

### Giải Molière
| Năm  | Giải           | Hâng mục     | Tên kịch                        | Kết quả   |
| ---- | -------------- | ------------ | ------------------------------- | --------- |
| 1988 | Molière Awards | Best Actress | Le Récit de la servante Zerline | Đoạt giải |